# Grand Prix Formule 1 van Bahrein 2017
De Grand Prix Formule 1 van Bahrein 2017 werd gehouden op 16 april op het Bahrain International Circuit. Het was de derde race van het kampioenschap.

## Achtergrond
Nadat Sauber-coureur Pascal Wehrlein de eerste twee races van het jaar moest missen vanwege een blessure en werd vervangen door Antonio Giovinazzi, keert hij vanaf deze race terug in de Formule 1.

## Vrije trainingen

### Uitslagen
- Er wordt enkel de top-5 weergegeven.

| Vrije training 1 | Pos | No | Coureur          | Constructeur         | Tijd     |
| ---------------- | --- | -- | ---------------- | -------------------- | -------- |
| Vrije training 1 | 1   | 5  | Sebastian Vettel | Ferrari              | 1:32.697 |
| Vrije training 1 | 2   | 3  | Daniel Ricciardo | Red Bull-TAG Heuer   | 1:33.097 |
| Vrije training 1 | 3   | 33 | Max Verstappen   | Red Bull-TAG Heuer   | 1:33.566 |
| Vrije training 1 | 4   | 11 | Sergio Pérez     | Force India-Mercedes | 1:34.095 |
| Vrije training 1 | 5   | 19 | Felipe Massa     | Williams-Mercedes    | 1:34.246 |
| Vrije training 2 | Pos | No | Coureur          | Constructeur         | Tijd     |
| Vrije training 2 | 1   | 5  | Sebastian Vettel | Ferrari              | 1:31.310 |
| Vrije training 2 | 2   | 77 | Valtteri Bottas  | Mercedes             | 1:31.351 |
| Vrije training 2 | 3   | 3  | Daniel Ricciardo | Red Bull-TAG Heuer   | 1:31.376 |
| Vrije training 2 | 4   | 7  | Kimi Räikkönen   | Ferrari              | 1:31.478 |
| Vrije training 2 | 5   | 44 | Lewis Hamilton   | Mercedes             | 1:31.594 |
| Vrije training 3 | Pos | No | Coureur          | Constructeur         | Tijd     |
| Vrije training 3 | 1   | 33 | Max Verstappen   | Red Bull-TAG Heuer   | 1:32.194 |
| Vrije training 3 | 2   | 44 | Lewis Hamilton   | Mercedes             | 1:32.304 |
| Vrije training 3 | 3   | 5  | Sebastian Vettel | Ferrari              | 1:32.750 |
| Vrije training 3 | 4   | 77 | Valtteri Bottas  | Mercedes             | 1:32.754 |
| Vrije training 3 | 5   | 7  | Kimi Räikkönen   | Ferrari              | 1:32.785 |

## Kwalificatie

### Kwalificatieverslag
Mercedes-coureur Valtteri Bottas behaalde zijn eerste pole position uit zijn Formule 1-carrière door teamgenoot Lewis Hamilton nipt voor te blijven. De derde plaats ging naar Ferrari-coureur Sebastian Vettel, terwijl Daniel Ricciardo zijn Red Bull op de vierde plaats neerzette. Hun respectievelijke teamgenoten Kimi Räikkönen en Max Verstappen kwalificeerden zich als vijfde en zesde. Renault-coureur Nico Hülkenberg zette de zevende tijd neer en was hiermee sneller dan de Williams van Felipe Massa, die de achtste tijd neerzette. De top 10 werd afgesloten door Haas-coureur Romain Grosjean en de Renault van Jolyon Palmer.

### Kwalificatie-uitslag
| Pos                 | No | Coureur           | Constructeur         | Q1       | Q2        | Q3       | Grid |
| ------------------- | -- | ----------------- | -------------------- | -------- | --------- | -------- | ---- |
| 1                   | 77 | Valtteri Bottas   | Mercedes             | 1:31.041 | 1:29.555  | 1:28.769 | 1    |
| 2                   | 44 | Lewis Hamilton    | Mercedes             | 1:30.814 | 1:29.535  | 1:28.792 | 2    |
| 3                   | 5  | Sebastian Vettel  | Ferrari              | 1:31.037 | 1:29.596  | 1:29.247 | 3    |
| 4                   | 3  | Daniel Ricciardo  | Red Bull-TAG Heuer   | 1:31.667 | 1:30.497  | 1:29.545 | 4    |
| 5                   | 7  | Kimi Räikkönen    | Ferrari              | 1:30.988 | 1:29.843  | 1:29.567 | 5    |
| 6                   | 33 | Max Verstappen    | Red Bull-TAG Heuer   | 1:30.904 | 1:30.307  | 1:29.687 | 6    |
| 7                   | 27 | Nico Hülkenberg   | Renault              | 1:31.057 | 1:30.169  | 1:29.842 | 7    |
| 8                   | 19 | Felipe Massa      | Williams-Mercedes    | 1:31.373 | 1:30.677  | 1:30.074 | 8    |
| 9                   | 8  | Romain Grosjean   | Haas-Ferrari         | 1:31.691 | 1:30.857  | 1:30.763 | 9    |
| 10                  | 30 | Jolyon Palmer     | Renault              | 1:31.458 | 1:31.458  | 1:31.074 | 10   |
| 11                  | 26 | Daniil Kvjat      | Toro Rosso           | 1:31.531 | 1:30.923  |          | 11   |
| 12                  | 18 | Lance Stroll      | Williams-Mercedes    | 1:31.748 | 1:31.168  |          | 12   |
| 13                  | 94 | Pascal Wehrlein   | Sauber-Ferrari       | 1:31.995 | 1:31.414  |          | 13   |
| 14                  | 31 | Esteban Ocon      | Force India-Mercedes | 1:31.774 | 1:31.684  |          | 14   |
| 15                  | 14 | Fernando Alonso   | McLaren-Honda        | 1:32.054 | geen tijd |          | 15   |
| 16                  | 55 | Carlos Sainz jr.  | Toro Rosso           | 1:32.118 |           |          | 16   |
| 17                  | 2  | Stoffel Vandoorne | McLaren-Honda        | 1:32.313 |           |          | 17   |
| 18                  | 11 | Sergio Pérez      | Force India-Mercedes | 1:32.318 |           |          | 18   |
| 19                  | 9  | Marcus Ericsson   | Sauber-Ferrari       | 1:32.543 |           |          | 19   |
| 20                  | 20 | Kevin Magnussen   | Haas-Ferrari         | 1:32.900 |           |          | 20   |
| 107% tijd: 1:37.170 |    |                   |                      |          |           |          |      |

## Wedstrijd

### Raceverslag
De race werd gewonnen door Sebastian Vettel, die knap de beide Mercedes-auto's die voor hem op de grid stonden voorbij kon gaan. Lewis Hamilton kreeg een straf van vijf seconden voor het ophouden van Daniel Ricciardo bij het ingaan van de pitstraat, maar werd door een sterk gereden inhaalrace alsnog tweede, voor zijn teamgenoot Valtteri Bottas. Kimi Räikkönen werd vierde, voor Ricciardo en Felipe Massa. Force India-coureur Sergio Pérez werkte zich vanaf de achttiende startplaats op naar de zevende finishpositie en bleef hiermee Romain Grosjean voor. Nico Hülkenberg behaalde met een negende plaats de eerste punten van het seizoen voor zijn team Renault en de Force India van Esteban Ocon maakte de top 10 compleet.
Toro Rosso-coureur Carlos Sainz jr. reed in de dertiende ronde tegen de Williams van Lance Stroll aan, waardoor zij beiden uitvielen. Sainz kreeg hiervoor een straf van drie startplaatsen voor de volgende race in Rusland.

### Race-uitslag
| Pos. | No. | Coureur           | Constructeur         | Rondes | Tijd/Oorzaak uitval | Grid | Punten |
| ---- | --- | ----------------- | -------------------- | ------ | ------------------- | ---- | ------ |
| 1    | 5   | Sebastian Vettel  | Ferrari              | 57     | 1:33:53.374         | 3    | 25     |
| 2    | 44  | Lewis Hamilton    | Mercedes             | 57     | +6.660              | 2    | 18     |
| 3    | 77  | Valtteri Bottas   | Mercedes             | 57     | +20.397             | 1    | 15     |
| 4    | 7   | Kimi Räikkönen    | Ferrari              | 57     | +22.475             | 5    | 12     |
| 5    | 3   | Daniel Ricciardo  | Red Bull-TAG Heuer   | 57     | +39.346             | 4    | 10     |
| 6    | 19  | Felipe Massa      | Williams-Mercedes    | 57     | +54.326             | 8    | 8      |
| 7    | 11  | Sergio Pérez      | Force India-Mercedes | 57     | +1:02.606           | 18   | 6      |
| 8    | 8   | Romain Grosjean   | Haas-Ferrari         | 57     | +1:14.865           | 9    | 4      |
| 9    | 27  | Nico Hülkenberg   | Renault              | 57     | +1:20.188           | 7    | 2      |
| 10   | 31  | Esteban Ocon      | Force India-Mercedes | 57     | +1:35.711           | 14   | 1      |
| 11   | 94  | Pascal Wehrlein   | Sauber-Ferrari       | 56     | +1 ronde            | 13   |        |
| 12   | 26  | Daniil Kvjat      | Toro Rosso           | 56     | +1 ronde            | 11   |        |
| 13   | 30  | Jolyon Palmer     | Renault              | 56     | +1 ronde            | 10   |        |
| 14   | 14  | Fernando Alonso   | McLaren-Honda        | 54     | Motor               | 15   |        |
| DNF  | 9   | Marcus Ericsson   | Sauber-Ferrari       | 50     | Versnellingsbak     | 19   |        |
| DNF  | 55  | Carlos Sainz jr.  | Toro Rosso           | 12     | Ongeluk             | 16   |        |
| DNF  | 18  | Lance Stroll      | Williams-Mercedes    | 12     | Ongeluk             | 12   |        |
| DNF  | 33  | Max Verstappen    | Red Bull-TAG Heuer   | 11     | Remmen              | 6    |        |
| DNF  | 20  | Kevin Magnussen   | Haas-Ferrari         | 8      | Techniek            | 20   |        |
| DNS  | 2   | Stoffel Vandoorne | McLaren-Honda        | 0      | Motor               | 17   |        |

- Alonso werd als 14e geklasseerd omdat hij meer dan 90% van de raceafstand had afgelegd voordat hij uitviel.

## Tussenstanden wereldkampioenschap
Betreft tussenstanden voor het wereldkampioenschap na afloop van de race.

### Coureurs
| Positie | No. | Rijder           | Team                 | Punten |
| ------- | --- | ---------------- | -------------------- | ------ |
| 01      | 5   | Sebastian Vettel | Ferrari              | 68     |
| 02      | 44  | Lewis Hamilton   | Mercedes             | 61     |
| 03      | 77  | Valtteri Bottas  | Mercedes             | 38     |
| 04      | 7   | Kimi Räikkönen   | Ferrari              | 34     |
| 05      | 33  | Max Verstappen   | Red Bull-TAG Heuer   | 25     |
| 06      | 3   | Daniel Ricciardo | Red Bull-TAG Heuer   | 22     |
| 07      | 19  | Felipe Massa     | Williams-Mercedes    | 16     |
| 08      | 11  | Sergio Pérez     | Force India-Mercedes | 14     |
| 09      | 55  | Carlos Sainz jr. | Toro Rosso           | 10     |
| 10      | 8   | Romain Grosjean  | Haas-Ferrari         | 4      |

### Constructeurs
| Positie | Team                 | Punten |
| ------- | -------------------- | ------ |
| 01      | Ferrari              | 102    |
| 02      | Mercedes             | 99     |
| 03      | Red Bull-TAG Heuer   | 47     |
| 04      | Force India-Mercedes | 17     |
| 05      | Williams-Mercedes    | 16     |
| 06      | Toro Rosso           | 12     |
| 07      | Haas-Ferrari         | 8      |
| 08      | Renault              | 2      |
| 09      | Sauber-Ferrari       | 0      |
| 10      | McLaren-Honda        | 0      |